# ホットママ
『ホットママ』は、Amazon Prime Videoにより製作されたインターネットドラマである。2021年3月19日から配信が開始された。
2013年に中国で放送され、仕事や子育てに奮闘する主人公の姿が反響を呼び大ヒットとなったドラマ「辣媽正伝」が日中共同プロジェクトとして日本版としてリメイクされた。

## キャスト
- 松浦夏希：西野七瀬
- 三村元哉：千葉雄大
- 木島塔子：板谷由夏
- 瀬戸幸次郎：味方良介
- 徳川由美：横田真悠
- 南部：萩原利久
- 柴田博美：橋本マナミ
- まゆ：清水くるみ
- 大林直人：矢野浩二
- 北別府百合子：しゅはまはるみ
- 西：鈴木杏樹
- 中丸新将

## 配信日程
| 話数   | サブタイトル               | 配信日   |
| ------ | -------------------------- | -------- |
| 第1話  | 運命の異動、運命の一夜     | 03月19日 |
| 第2話  | 思いがけない妊娠           | 03月19日 |
| 第3話  | ママになるって決めた       | 03月19日 |
| 第4話  | 夫婦としての新しい生活     | 03月26日 |
| 第5話  | 保育園が見つからない!      | 03月26日 |
| 第6話  | 復帰日にトラブル発生       | 03月26日 |
| 第7話  | 木島部長の秘密             | 04月02日 |
| 第8話  | レディース部門vsベビー部門 | 04月02日 |
| 第9話  | 元哉の揺るがぬ決意         | 04月02日 |
| 第10話 | 売上目標額1億円!!          | 04月09日 |
| 第11話 | ベビー部門存続の危機       | 04月09日 |
| 第12話 | それぞれの再スタート       | 04月09日 |

## スタッフ
- 原作 - 「辣媽正伝」（新麗伝媒集団有限公司）
- 監督 - 宮脇亮、北川瞳
- 脚本 - 横田理恵、鹿目けい子、髙石明彦
- 音楽 - 福廣秀一朗、平野真奈
- 制作・宣伝 - ファントム・フィルム
- 制作プロダクション - The icon
- 製作著作 - ホットママ製作委員会